# Heinrich Leopold von Forcade
Friedrich Heinrich Ferdinand Leopold von Forcade de Biaix (* 19. Dezember 1747 in Berlin; † 12. Oktober 1808 auf Gut Schleibitz im Herzogtum Oels) war ein preußischer Oberstleutnant.

## Leben
Heinrich Leopold entstammte dem hugenottischem Adelsgeschlecht Forcade de Biaix. Seine Eltern waren der preußische Generalleutnant Friedrich Wilhelm Quirin von Forcade de Biaix (1699–1765) und Marie de Montolieu, Baroness de St.-Hippolyte (1709–1767), Tochter des preußischen Generalmajors Louis de Montolieu.
Der soldatischen Tradition seiner Familie folgend, trat er 1761 in das Altpreußische Infanterieregiment No. 23, das Regiment seines Vaters, ein. 1774 wurde er in das Infanterieregiment Nr. 28 nach Brieg versetzt. Am 19. März 1788 hat er als Major das Füsilier-Bataillon Nr. 15 erhalten und übernahm hiernach am 13. November 1791 das Füsilier-Bataillon Nr. 10. Er nahm an der ersten Koalition am Rhein teil und erhielt im September 1792 den Orden Pour le Mérite. Schon 1793 musste er invalidisiert seinen Abschied nehmen; dennoch erhielt er in Anerkennung seiner Verdienste in seiner aktiven Zeit von Friedrich Wilhelm III. 1798 den Charakter eines Oberstleutnants.
Bereits nach dem Tod seines Vaters wurde er als dessen Nachfolger Drost von Neuenrade. Er erwarb das Gut Schleibitz und erhielt 1790 bzw. 1791 das schlesische Inkolat.

## Familie
Forcade vermählte sich 1782 mit der Witwe des Generalmajors Karl von Podjursky, Wilhelmine von Koschembahr a.d.H. Ossen (1761–1816), Tochter des Christian Leopold von Koschembahr und Charlotte Wilhelmine von Wutgenau (1727–1802). Aus der Ehe sind sieben Kinder hervorgegangen. Drei Söhne haben ihn überlebt, die sich sämtlich in den Befreiungskriegen auszeichneten.
- Friedrich Wilhelm Leopold Konstantin Quirin Freiherr von Forcade de Biaix (1784–1840), preußischer Major, königlicher Kammerherr, Drost von Neuenrade, Herr auf Schleibitz, Hammer (Wohlau), Groß-Nädlitz und Loslau, Ritter des Eisernen Kreuzes II. Klasse, Ritter des Johanniterordens, ⚭ 1804 Amalie Wilhelmine Ernestine Elisabeth von Poser-Nädlitz auf Domsel (1785–1818)[4][5], Tochter von Sylvius von Poser.
- Wilhelm Friedrich Erdmann Ferdinand Ernst von Forcade de Biaix (1786–1816), preußischer Kammerherr, Stifts- und Domherr des Domstifts zu St. Peter und Paul, russischer Oberst, Ritter des Ordens Pour le Mérite (26. Mai 1814), ⚭ 1808 Johanna Wilhelmine Luise Zinnow (1792–1820), Tochter des Breslauer Kammerrats Zinnow.
- Friedrich Wilhelm Ferdinand Ernst Heinrich von Forcade de Biaix (1787–1835), preußischer Major und Chef der 10. Divisions-Garnisonscompagnie, Ritter des Eisernen Kreuzes II. Klasse, Inhaber des Dienstauszeichnungskreuzes (für Offiziere), sowie der Kriegsdenkmünze für 1813/15, ⚭ 1827 Josephine Caroline von Neumann (1795–1882), Tochter des preußischen Postdirektors Johann August von Neumann.